# José Ramón Elizondo
José Ramón Elizondo (Oñate, 1942 - San Sebastián 24 de octubre de 2020) fue un reputado cocinero español especializado en alta cocina en miniatura.

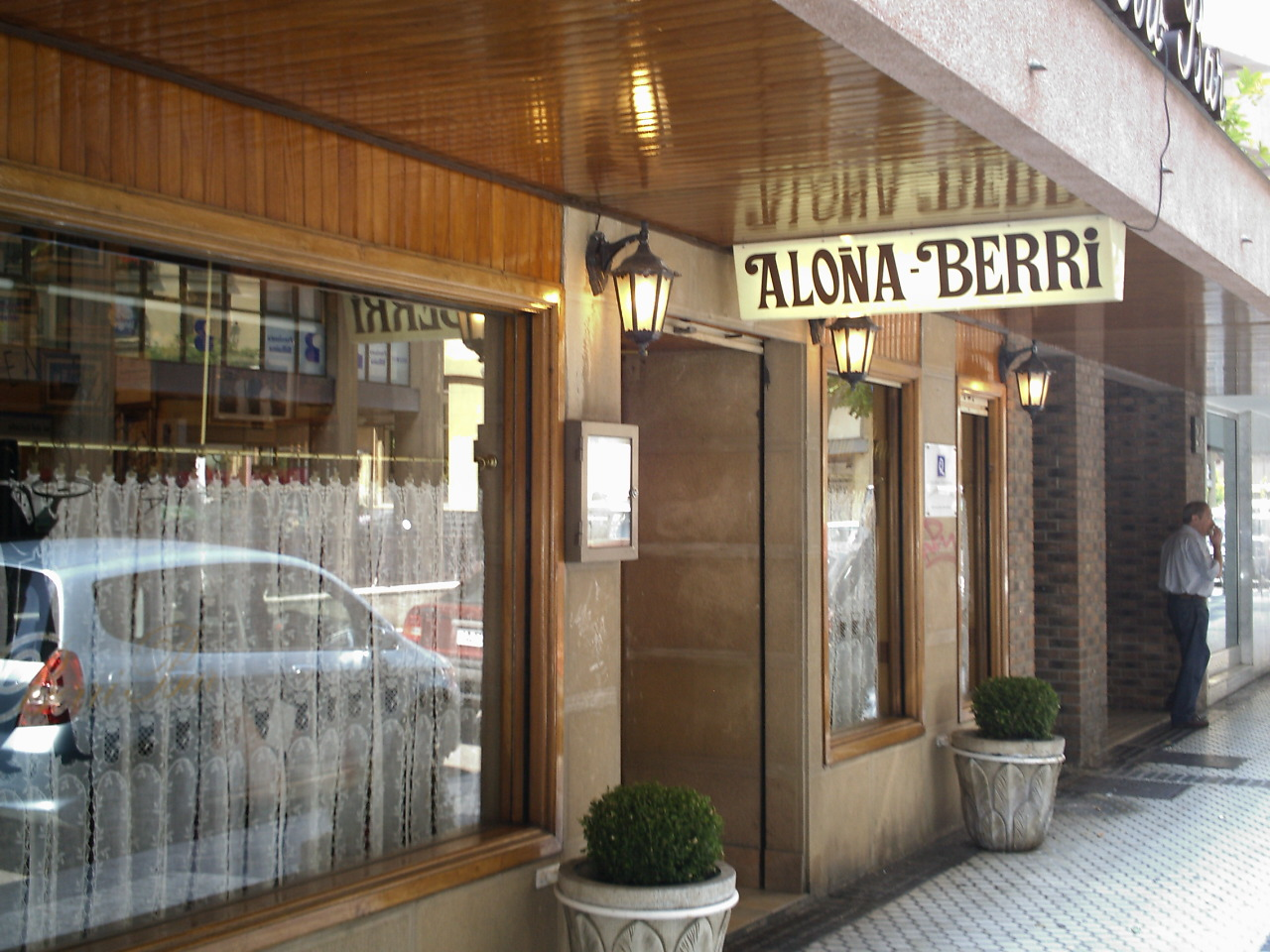
El Aloña Berri en el barrio de Gros, en San Sebastián.

Aunque comenzó su aprendizaje en el bar familiar, posteriormente estudió con el maestro de cocineros Luis Irizar, en el Hotel Euromar de Zarauz, primera escuela de hostelería del País Vasco, junto a los entonces alumnos Karlos Arguiñano y Pedro Subijana.

## El Aloña-Berri y la Cocina en miniatura
En una ciudad como San Sebastián donde el pintxo es toda una tradición y una forma de vida, el Aloña Berri ha ganado varias veces el Premio al mejor pincho, que es como ser campeón de campeones. El Aloña Berri (Nuevo Aloña) se inauguró el 10 de septiembre de 1986, en continuidad del Aloña, bar-restaurante, que ya heredara de sus padres, y que regenta junto a su esposa Conchi Bereciartua e hija. Está situado en el barrio de Gros en San Sebastián.
Los pintxos son todo un fenómeno gastronómico en el País Vasco que marca sus tradiciones, como el txiquiteo (tomar vino de bar en bar).

## Premios y reconocimientos
- 2006 Premio nacional de cocina
- 2006 Mejor Bar de pinchos de España, otorgado por la revista Gourmet.[3]
- 2005 VII Campeonato de Pinchos de San Sebastián.[4]
- 1999 I Campeonato de Pinchos de San Sebastián.

-II Campeonato de Guipúzcoa
- 2000 Tapa más Vanguardista en el I Concurso Nacional de Pinchos de Valladolid.[5]

## Libros
- Aloña. Sólo pintxos. José Ramón Elizondo y Javier Urroz. 168 pags. Ed. Cre&Com. ISBN 978-84-611-3547-9[6][7]

Este libro tiene prólogos de Luis Irizar (maestro de José Ramón), Juan Mari Arzak y Pedro Subijana. Fue Premio Gourmand 2007 al mejor Diseño de Libro de Cocina.